# Religionen in Kassel

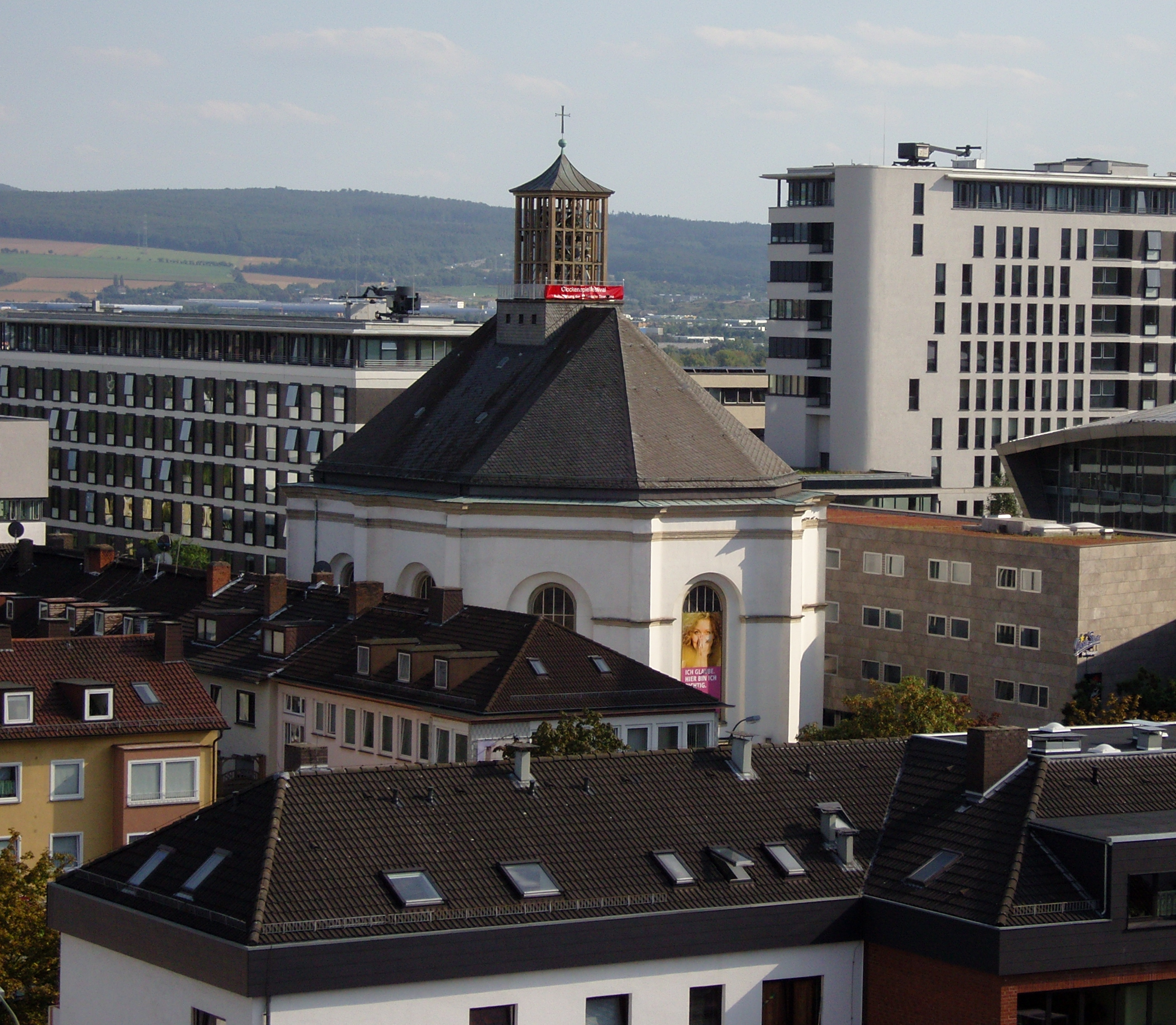
Die Karlskirche im Zentrum der Oberneustadt von Paul du Ry

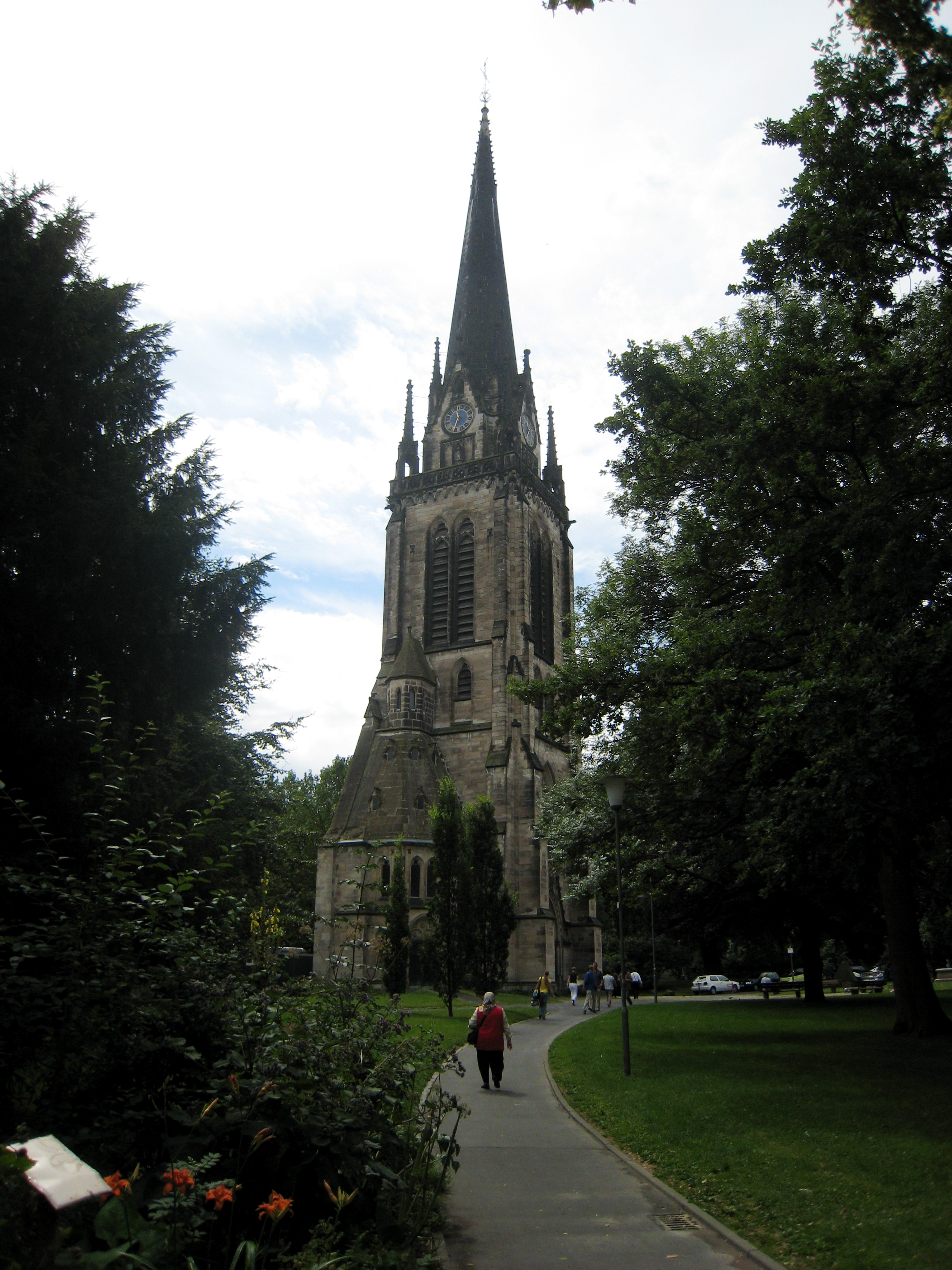
Der Turm der Lutherkirche von 1897

Aufgrund der langen und bewegten Stadtgeschichte und der starken Einwanderung der vergangenen Jahrzehnte war und ist Kassel Heimat für Gläubige aller Religionen. Die Stadt gilt seit der Reformation als traditionell protestantisch, wenngleich das katholische Gemeindeleben in Enklaven des Umlandes weiter existierte und heute auch in der Stadt eine größere Rolle spielt. Kassel ist außerdem seit Jahrhunderten Sitz einer der größeren jüdischen Gemeinden in Deutschland. Die übrigen Weltreligionen siedelten sich seit dem Zweiten Weltkrieg in der seit je international geprägten Stadt an. Aber auch nichtreligiöse Weltanschauungen haben heute einen großen Anteil an der Stadtbevölkerung.

## Konfessionsstatistik
Gemäß der Volkszählung 2011 waren 42,1 % der Einwohner evangelisch, 15,0 % römisch-katholisch und 42,9 % waren konfessionslos, gehörten einer anderen Religionsgemeinschaft an oder machten keine Angabe. Am Stichtag 31. Dezember 2023 waren nach Recherchen der Forschungsgruppe Weltanschauungen in Deutschland 28,1 % der Einwohner der Stadt evangelisch, 11 % römisch-katholisch und 60,9 % waren konfessionsfrei oder gehörten einer sonstigen Religionsgemeinschaft an.

## Christentum
Im Vorfeld der in Hessen rasch voranschreitenden Reformation und im Jahr des Wormser Ediktes, las Kirchhain 1521 das erste Mal die Messe in deutscher Sprache und spendete die Eucharistie in „beiderlei Gestalt“ in der Kasseler Magdalenenkirche.
Kassel gehörte vor der Reformation zum Erzbistum Mainz. 1526 leitete Landgraf Philipp in Hessen die Reformation ein. Zu Beginn des 17. Jahrhunderts verordnete der Landgraf von Hessen-Kassel, Moritz der Gelehrte, das reformierte Bekenntnis. Die Kirchenverwaltung der (reformierten) Kirche in Hessen befand sich in Kassel, doch wurden später innerhalb des Landes Hessen-Kassel weitere Konsistorien (Kirchenverwaltungsbehörden) eingerichtet (1704 in Marburg, später auch in Hanau). Die Kasseler Behörde verwaltete die reformierten Gemeinden. Ab 1731 wurde den Lutheranern ein eigener Gottesdienst und ein eigener Geistlicher zugestanden, weil sich Hessen seinerzeit mit dem lutherischen Schweden verbündet hatte. Erst nach dem Übergang des Kurfürstentums Hessen an Preußen (1866) wurde 1873 ein einheitliches Konsistorium für den gesamten Regierungsbezirk Kassel innerhalb der Provinz Hessen-Nassau eingerichtet (dagegen richtete sich die Hessische Renitenz). 1907 kam es in der Folge von Predigten des Evangelisten Heinrich Dallmeyer zu einer Erweckungsbewegung, deren Auswüchse zur Ablehnung der aufkommenden Pfingstbewegung durch die evangelikale Gemeinschaftsbewegung führt (dazu Berliner Erklärung und Kasseler Erklärung). Die später mit „Evangelische Landeskirche in Hessen-Kassel“ benannte Kirche vereinigte sich 1934 mit der Evangelischen Landeskirche in Waldeck zur Evangelischen Kirche von Kurhessen-Waldeck. Innerhalb dieser Landeskirche gehören die Kirchengemeinden Kassels – sofern sie nicht zu einer Freikirche gehören – zu den Kirchenkreisen Kassel-Mitte, Kassel-Ost und Kassel-West (ab 1. Januar 2005: Stadtkirchenkreis Kassel) des Sprengels Kassel. Der Schwesternorden der mennonitischen Diakonissen besteht seit 1947, allerdings mit rückläufiger Ordination.
Die neue apostolische Gemeinde Cassel wurde am 1. Februar 1900 gegründet und bezog ihr erstes gemietetes Lokal in der Gießbergstraße 5. Dieses Lokal diente fortan als Versammlungsstätte der stetig wachsenden Zahl der Gläubigen und Gäste. Die Neuapostolische Kirche im Kirchenbezirk Kassel umfasst derzeit fünf Stadtgemeinden und zehn Gemeinden in der Region mit insgesamt über 2.000 Mitgliedern.
Eine Evangelisch-Freikirchliche Gemeinde (Baptisten) gibt es in Kassel seit 1847. Heute sind im Kasseler Stadtgebiet drei Baptistengemeinden mit insgesamt 550 getauften Mitgliedern tätig. Sie gehören zur Evangelisch-Freikirchlichen Vereinigung Hessen-Siegerland. In Kassel befindet sich der Verlag der deutschen Baptisten, der – nach seinem Gründer benannt – als J. G. Oncken Nachf. GmbH firmiert.
Seit 1910 besteht die Freie evangelische Gemeinde in Kassel. Die Urgemeinde ist in Wilhelmshöhe in der Kurhausstraße ansässig. Im Jahr 2000 kam eine zweite in der Sandershäuser Straße in Bettenhausen hinzu. Beide gehören zum Bund Freier evangelischer Gemeinden in Deutschland.
1873 wurde die evangelisch-lutherische St. Michaelisgemeinde gegründet. Sie und weitere Kirchengemeinden traten aus Protest gegen das unierte Konsistorium in Kassel aus der Landeskirche aus und schlossen sich zur Renitenten Kirche ungeänderter Augsburger Konfession in Hessen zusammen. Heute gehört die etwa 300 Mitglieder große Kirchengemeinde als altkonfessionelle Freikirche zum Kirchenbezirk Hessen-Nord der Selbständigen Evangelisch-Lutherischen Kirche. Die Kirche wird auch als Althessische Kirche bezeichnet.
Neben diesen gibt es noch die Evangelisch-methodistische Kirche und eine unitarische Gemeinde in Kassel.
Nachdem sich reformationsbedingt alle katholischen Gemeinden in Kassel aufgelöst hatten, gibt es seit 1731 wieder römisch-katholische Gemeindeglieder in Kassel. Ab 1776 wurden wieder Gottesdienste zugelassen, zumal der damalige Landgraf Friedrich II. selbst römisch-katholisch geworden war. Der Anteil der römischen Katholiken vergrößerte sich danach stets, so dass sich bald wieder eigenständige Kirchengemeinden bildeten. Diese gehören seit 1821 zum Bistum Fulda. Innerhalb dieser Diözese gehören sie heute zum Dekanat Kassel-Hofgeismar.
Die alt-katholische Gemeinde, die nach dem Zweiten Weltkrieg vor allem für die heimatvertriebenen Alt-Katholiken aus dem Sudetenland (Bistum Warnsdorf) gegründet wurde, hat im Vorderen Westen ihr Gemeindezentrum. Als Diaspora-Gemeinde erstreckt sie sich über ganz Nordhessen und den westlichen Teil Thüringens.
In Kassel bestehen darüber hinaus auch einige orthodoxe Kirchengemeinden. Darunter eine antiochenisch-orthodoxe, eine russisch-orthodoxe (Gemeinde zu Ehren der Heiligen Neumärtyrer Russlands) sowie eine serbisch-orthodoxe Gemeinde. Die Gottesdienste der russisch- und der serbisch-orthodoxen Gemeinde werden in der altkatholischen Kirche gefeiert.
In Kassel gibt es außerdem 13 Versammlungen der Zeugen Jehovas, die sich in drei Königreichssälen versammeln, sowie eine Gemeinde der  Kirche Jesu Christi der Heiligen der Letzten Tage (Mormonen) und eine Versammlung des geschlossenen Zweigs der Brüderbewegung.

## Islam
Bereits seit den 1960er Jahren besteht eine große Anzahl kleiner Gebetshäuser für die islamische Bevölkerung und die Vielzahl der einzelnen Strömungen. Eine der ältesten Gemeinden ist die der DİTİB Stadtmoschee (Merkez Camii) in der Nordstadt. Sie beherbergt einen Gebetsraum, eine Teestube und einen Garten. Die Mahmud-Moschee der Ahmadiyya Muslim Jamaat befindet sich seit 2007 auf dem Gelände der ehemaligen Graf-Haeseler-Kaserne in Niederzwehren. Im Jahr 2008 legte Oberbürgermeister Bertram Hilgen den Grundstein für die Mevlana Moschee Kassel-Mattenberg für etwa 300 Gläubige in der Mattenbergsiedlung. Dem Projekt, das dem Rathaus im Jahr 2001 vorgelegt worden war, war eine kontroverse Debatte vorausgegangen. Der Projektneubau feierte im Sommer 2010 Richtfest und wurde 2014 abgeschlossen. Mit der Mahmud Moschee der Ahmadiyya Muslim Jamaat mit Kuppel, ist eine weitere Moschee in Kassel vorhanden.

## Judentum

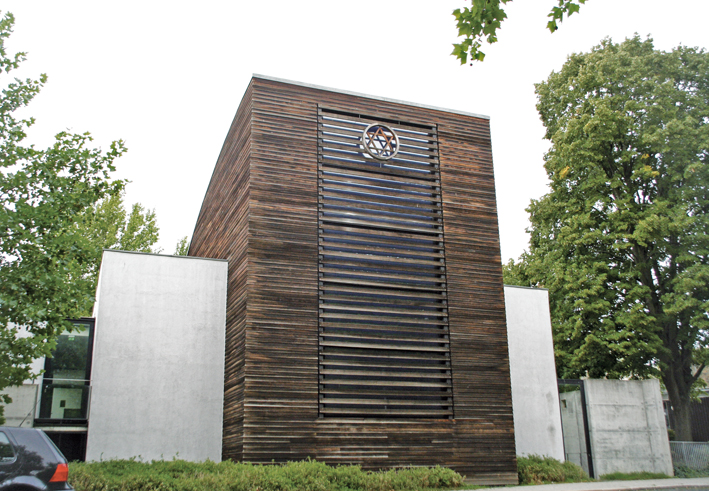
Die neue Synagoge an der Mosenthalstraße

Seit dem Mittelalter ist eine jüdische Gemeinde in Kassel nachgewiesen. Sie war über Jahrhunderte integraler Bestandteil der Gesellschaft und bestand ununterbrochen bis in die 1930er Jahre, als die Barbarei der Nationalsozialisten auch in Kassel das jüdische Leben nahezu beendete. Die Zerstörung jüdischer Glaubenseinrichtungen in der Stadt begann bereits am 7. November 1938, durch in Zivil gekleidete SA- und SS-Angehörige, zwei Tage vor den Novemberpogromen 1938.
Von 2301 Juden (1933) gründeten etwa noch 300 die Gemeinde nach dem Holocaust neu. Durch starke Zuwanderung in den 1990er Jahren ist die Gemeinde wieder auf etwa 1300 Gemeindemitglieder angewachsen (Stand: 2006). Seit dem Jahr 2000 wurde der Neubau der Synagoge unweit des Standorts der alten Synagoge in der Unteren Königsstraße nach der Federführung und den Plänen Alfred Jacobys fertiggestellt und am 28. Mai 2000 eingeweiht. Sie befindet sich in etwa in dem Bereich der ehemaligen Altstadt, welche am Rande der Stadtmauer unweit des Holländischen Tors nach Norden lag und seit dem Mittelalter als jüdisches Viertel galt.

## Weitere Religionen
Das Bahaitum hat seit 1971 eine lokale Bahai-Gemeinde. In Kassel gibt es sowohl eine kleine Gemeinde tibetischer Buddhisten, als auch afghanischer Hindus und Sikhs. Zudem existiert eine Gemeinde der Aleviten, die sich selbst nicht als islamische Gemeinschaft verstehen. Diese unterhalten ein Gebetshaus am Stern.